# Albert Brülls
Albert Brülls (Anrath, 26 marzo 1937 – Neuss, 28 marzo 2004) è stato un calciatore e allenatore di calcio tedesco, di ruolo mezzala.

## Biografia
È deceduto per malattia il 28 marzo 2004, due giorni dopo il suo sessantasettesimo compleanno.
Alla sua memoria gli è stata intitolata nella sua città natale Anrath in una nuova area, una strada: Albert - Brülls - Straße. Anche nelle immediate vicinanze dello stadio del Borussia Mönchengladbach c'è una strada intitolata a lui.

## Carriera

### Club
È stato anche capitano del Borussia Mönchengladbach tra 1955 e 1962 giocando 160 partite in Oberliga. Durante questo periodo egli ha condotto la squadra alla conquista nel 1960 del suo primo trofeo nazionale, vincendo la Coppa di Germania nel 1960. È poi diventato uno dei primi tedeschi a giocare per un club al di fuori della Germania, trasferito alla squadra italiana del Modena dietro pagamento di 100.000 marchi. È poi passato al Brescia ottenendo subito la promozione in Serie A, con le rondinelle ha disputato tre stagioni, per poi passare in Svizzera allo Young Boys Berna infine, è tornato in Germania come giocatore allenatore del VfR Neuss, dove ha concluso la sua carriera.

### Nazionale
Ha giocato 25 volte per la sua Nazionale, comprese le partite ai Mondiali 1962 e 1966.

## Palmarès

### Club

#### Competizioni nazionali
- Coppa di Germania: 1

Borussia Monchengladbach: 1960-1961